# Manuel Linda
Manuel da Silva Rodrigues Linda (ur. 15 kwietnia 1956 w Paus) – portugalski duchowny rzymskokatolicki, biskup Porto od 2018.

## Życiorys
Święcenia kapłańskie otrzymał 10 czerwca 1981 i został inkardynowany do diecezji Vila Real. Był m.in. wykładowcą i rektorem seminarium, dyrektorem katolickiego domu kultury oraz wikariuszem biskupim ds. kultury.
27 czerwca 2009 papież Benedykt XVI mianował go biskupem pomocniczym Bragi, ze stolicą tytularną Casae Medianae. Sakry biskupiej udzielił mu 20 września 2009 bp Joaquim Gonçalves.
10 października 2013 papież Franciszek mianował go biskupem polowym Portugalii.
15 marca 2018 został mianowany biskupem ordynariuszem diecezji Porto.